# بيتر هال (سياسي)
بيتر هال (بالإنجليزية: Peter Hall)‏ هو لاعب كرة قدم أسترالية وسياسي أسترالي، ولد في 27 مايو 1952 في أستراليا. حزبياً، نشط في الحزب الوطني الأسترالي. وقد انتخب عضو المجلس التشريعي الفيكتوري.

## روابط خارجية
- بيتر هال على موقع AustralianFootball.com (الإنجليزية)
- بيتر هال على موقع AFLtables.com (الإنجليزية)